# Сак Вадим Андрійович
Вади́м Андрі́йович Сак — солдат Збройних сил України, учасник російсько-української війни.

## Біографія
Народився Вадим Сак 21 серпня 1993 року в місті Володимирі-Волинському. Пізніше разом із сім'єю майбутній воїн проживав у селі Хотячів Володимир-Волинського району. Вадим Сак закінчив Володимир-Волинське ВПУ, та у 2011 році був призваний до лав Збройних Сил України за контрактом механіком-водієм. Проходив військову службу за контрактом у смт Десна, м. Володимир-Волинський та в м. Яворів Разом із іншими бійцями бригади брав участь у відсічі збройній агресії Росії, у визволенні Слов'янська, Сіверська, Лисичанська, боях під Луганськом. 10 червня 2015 року разом із своїм підрозділом воїн потрапив під мінометний обстріл у районі траси «Бахмутка» та зазнав у цьому бою смертельних поранень.
Удома у загиблого героя залишились мати та молодша сестра, батько проживає окремо від родини.
Похований Вадим Сак на кладовищі в рідному селі Хотячів.

## Нагороди
13 серпня 2015 року — за особисту мужність і героїзм, виявлені у захисті державного суверенітету та територіальної цілісності України, вірність військовій присязі під час російсько-української війни, відзначений — нагороджений орденом «За мужність» III ступеня (посмертно).